# Цудзимото, Ариса
Ариса Цудзимото (яп. Arisa Tsujimoto; род. 23 ноября 1993 года, в Обихиро, префектура Хоккайдо) — японская конькобежка. Серебряная призёр зимней Универсиады 2017 года.

## Биография
Ариса Цудзимото начала заниматься спортом в первом классе начальной школы, когда старший брат повёл её на каток в её школе. В возрасте 13 лет она участвовала на своих первых детских соревнованиях, а в 2011 году выиграла японский чемпионат среди юниоров в спринтерском многоборье. В 2015 году заняла 5-е места на Азиатских играх в Чанчуне на дистанциях 500 и 1000 метров. В 2017 году Ариса выиграла серебряную медаль в беге на 500 метров на зимней Универсиаде в Алма-Ате.
В олимпийском отборе Цудзимото заняла 5-е место в беге на 500 м и 4-е на 1000 м и не смогла квалифицироваться на олимпийский турнир в Пекин. В марте 2022 года она поднялась на 11-е место в общем зачёте на чемпионате мира в спринтерском многоборье в Хамаре, заняв лучшее своё 9-е место в беге на 500 метров.

## Личная жизнь
Ариса Цудзимото окончила Университет Синсю в Мацумото. Она любит ходить по магазинам и любит готовить Якинику, а также обожает японские сладости.

## Награды
- 2017, 2018 года - получила награду за выдающиеся достижения от Ассоциации конькобежцев города Нагано.